# Mort en combat

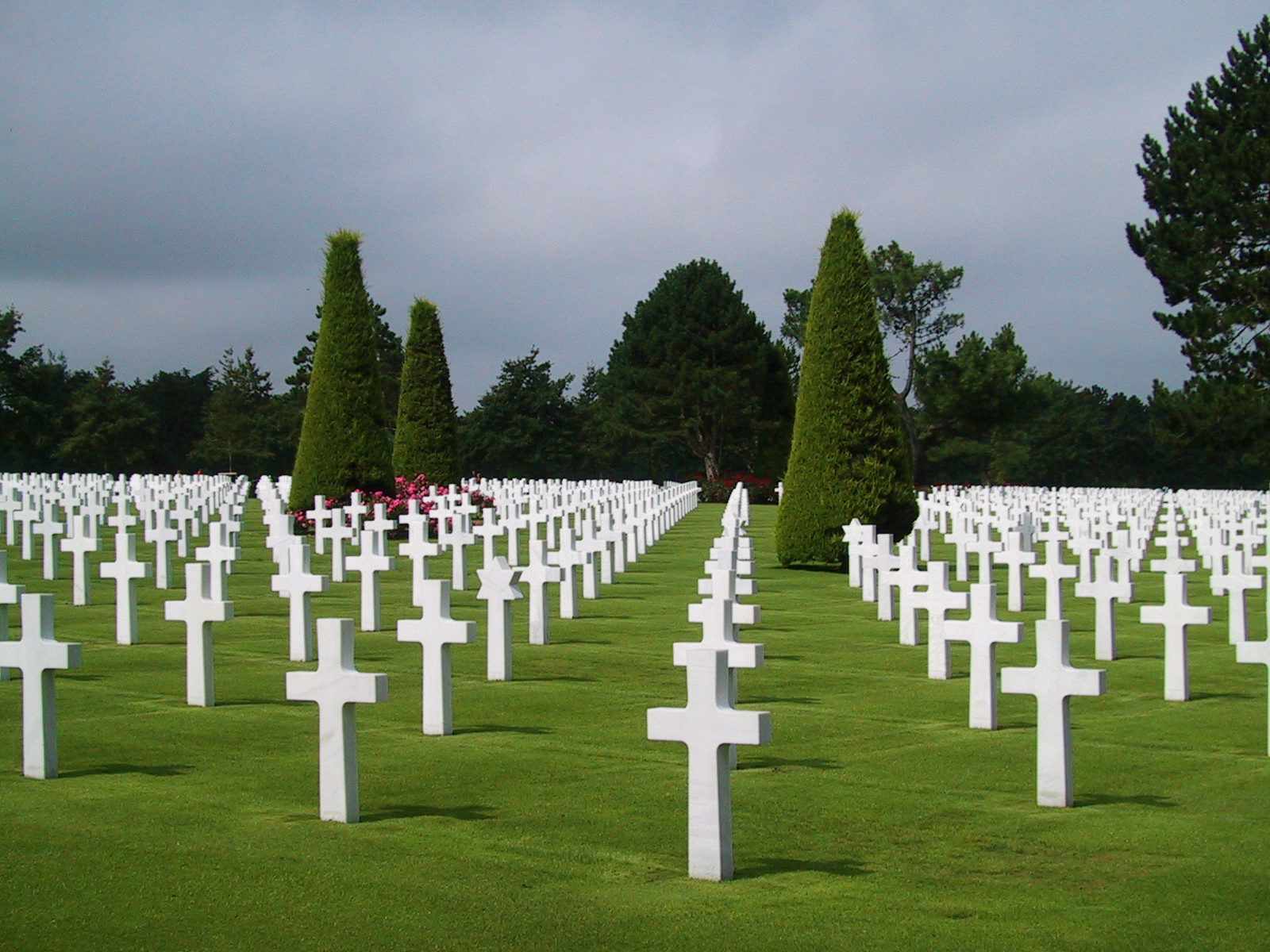
El Memorial Americà de Normandia, prop de Colleville-sur-Mer, a Normandia, França. És l'espai d'enterrament de soldats que van morir en aquest mateix indret, un dels espais on es desenvolupà l'operació Overlord, i on es van produir moltes morts en combat, alguns van morir abans de trepitjar la sorra.

Mort en combat (en anglès KIA: Killed in action) és una classificació de baixes utilitzada freqüentment pels militars per assenyalar morts en les seves pròpies files provocades per forces contràries. És possible aplicar el terme mort en combat tant per a les tropes que combaten en primera línia com per les unitats navals, aèries i de suport o reforç. Entre els morts en combat s'inclouen aquells que resulten morts per foc amic enmig del combat, però no sol incloure morts en accidents, atacs terroristes, o un altre tipus d'esdeveniments "no hostils".
En la genealogia la persona morta en combat s'assenyala amb un símbol d'espases creuades (⚔).

## Variants
El terme Mort de ferides (en anglès DOW: Died of Wounds) pot ser emprat per tropes mortes en centres mèdics en o després del combat, a causa de les ferides provocades en aquest.
Durant la Primera Guerra Mundial només es diferenciava entre Mort en acció, Mort de ferides o senzillament Mort. La diferència oficialment no estava ben delimitada durant aquest període, i a la pràctica tots els morts que no havien rebut ajuda mèdica organitzada passaven a ser considerats Morts en acció, sense tenir en compte quant de temps havien trigat a morir o si havien estat ferits lluny dels serveis mèdics. Els morts per malaltia o accident simplement es consideraven Morts.
L'OTAN fa servir més l'epònim DWRIA, més que no pas DOW, per "Mort per les ferides rebudes en acció" (Died of Wounds Received In Action). Es pot definir com una categoria de mort causada per l'enemic en una guerra, en un acte terrorista o després de patir ferides abans d'haver arribat a un centre mèdic. Són termes equivalents que s'usen indistintament.
PKIA significa "Presumiblement Mort En Acció" (Presumed Killed In Action). Aquest terme es refereix per aquells perduts en batalla, inicialment assenyalats com a desaparegut en acció (MIA – Missing In Action), però com que no s'havien trobat, posteriorment es creu que no han sobreviscut. Això és típic de les batalles navals o d'altres enfrontaments on és difícil recuperar cossos. Durant la Primera Guerra Mundial, molts dels soldats caiguts en acció van quedar sense identificar, com John Kipling, fill del poeta Rudyard Kipling, provocant la formació de la Comissió de Tombes de Guerra de la Commonwealth.

## Honors

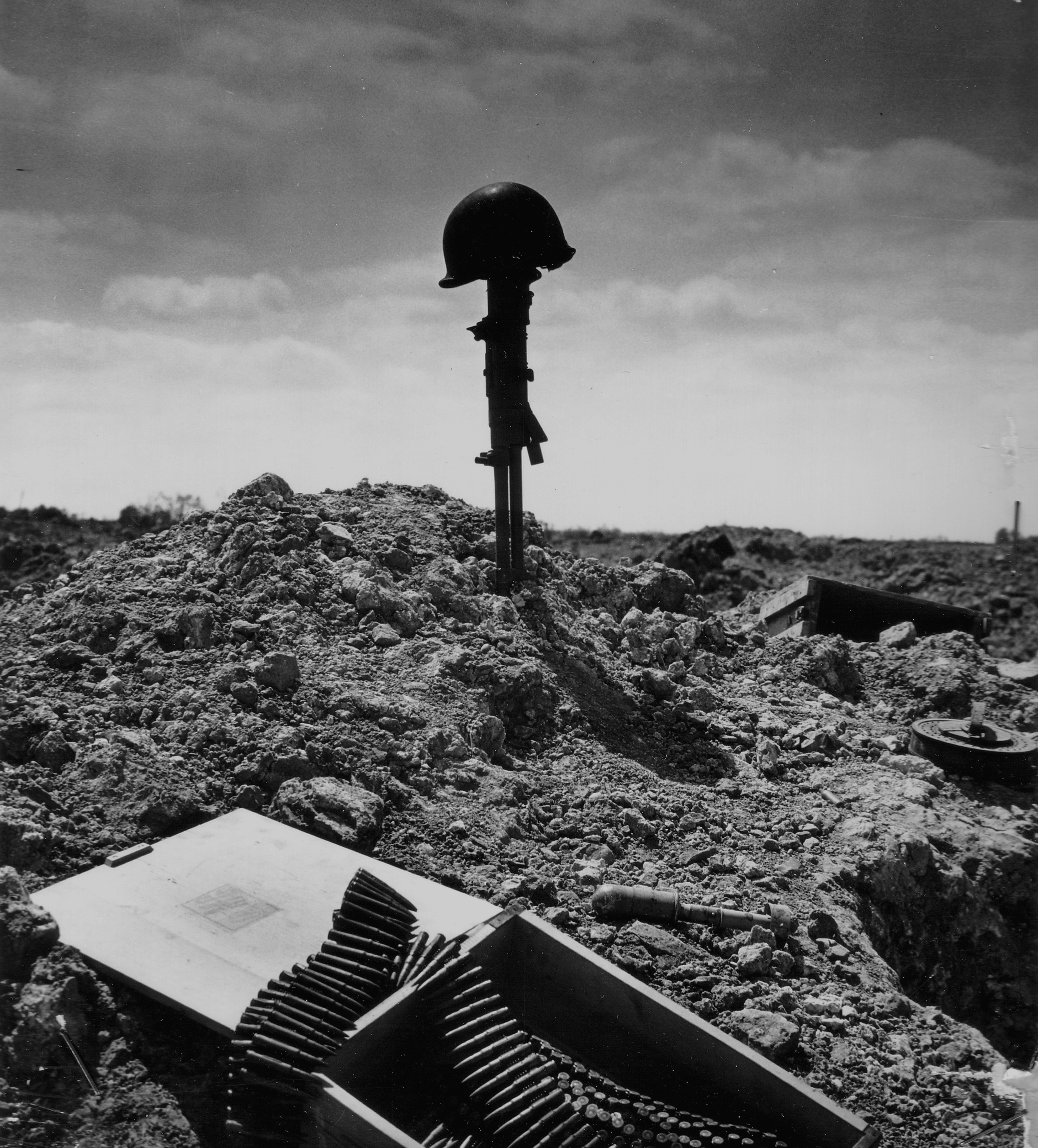
Tomba temporal d'un soldat mort en combat durant l'Operació Overlord.

Moltes societats veneren els morts en acció. Hi ha dies de record dels soldats morts en combat, i hi ha monuments en honor als soldats. Les famílies dels morts en combat, especialment els seus familiars més propers, de vegades reben un tracte preferent, com ara honors militars, exempcions fiscals i recompenses econòmiques. Hi ha cerimònies i premis per als soldats morts en acció. També hi ha murs i monuments commemoratius per honrar els morts. Molts dels morts són honrats. Al Brasil hi ha diverses associacions d'excombatents amb aquesta finalitat.

## Particularitats

### Definició de l'OTAN
L'OTAN el considera mort en combat quan un combatent és mort en el combat o quan mor arran de ferides o altres lesions abans d'arribar a un lloc d'assistència mèdica o de rebre ajuda de soldats amics.

### Segons països
El Departament de Defensa dels Estats Units, per exemple, diu que aquells que són declarats KIA no cal que hagin disparat les seves armes, sinó tan sols han d'haver estat morts durant un atac enemic.
A França, l'expressió «tué à l'ennemi» (lit. mort per l'enemic) es pot trobar als expedients elaborats després de la Primera Guerra Mundial per l'administració de veterans i conservats avui pel Departament de Memòria, Patrimoni i Arxius i el Departament Històric de Defensa de Ministeri de les Forces Armades. Aquests fitxers són accessibles especialment a través del lloc mémoire des hommes. Perquè un combatent sigui declarat mort, dos testimonis han de tornar de l'atac per donar-ne fe, en cas contrari es declara «desaparegut». Els dictàmens emesos pel Ministeri de la Guerra es transmeten a l'alcalde del municipi de residència del difunt. L'alcalde comunica personalment la família que el militar ha demanat notificar. L'avís també es notifica a les autoritats militars que mantenen el registre de servei. A partir d'aquí, l'ajuntament pot establir el certificat de defunció, que permet a la família obrir la successió. L'expressió «tué à l'ennemi» s'estén més tard a altres conflictes.